# Центральний виконавчий комітет СРСР
| Голови Президії Центрального Виконавчого Комітету СРСР | Голови Президії Центрального Виконавчого Комітету СРСР |
| Голова                                                 | Роки                                                   |
| ------------------------------------------------------ | ------------------------------------------------------ |
| Михайло Калінін                                        | 1922 — 1938                                            |

Центра́льний викона́вчий комітет́ СРСР (ЦВК СРСР) — найвищий виконавчий орган державної влади СРСР у період між всесоюзними З'їздами рад, який діяв з часу заснування СРСР у 1922 році до початку повноважень Верховної ради СРСР першого скликання у 1938 році.
Конституція СРСР від  1924 року законодавчо закріпила двопалатну систему ЦВК СРСР у складі Союзної ради та Ради національностей.
ЦВК СРСР обирав Президію ЦВК СРСР, яка була найвищим органом влади в період між сесіями ЦВК СРСР.
До компетенції ЦВК СРСР входило:
- скликання з'їздів Рад;
- утворення Ради народних комісарів СРСР (РНК СРСР);
- ухвалення декретів та інших законодавчих актів;
- об'єднання роботи з питань законодавства та управління.